# Prêt locatif intermédiaire
Le Prêt locatif intermédiaire est un financement aidé distribué par la Caisse des dépôts et consignations (uniquement pour les OPH,  SAHLM, SEM) et par des établissements de crédit ayant signé une convention avec elle.
Il est ouvert à tout investisseur, personne physique ou morale qui souhaite réaliser une opération locative.

## Opérations Finançables
Il vise à financer des logements intermédiaires dont le loyer se situe entre logement locatif social et marché libre.
Les opérations suivantes sont finançables par un PLI :
- l'acquisition de droits de construire ou de terrains destinés à la construction de logements à usage locatif et la construction de ces logements ;
- la construction de logements à usage locatif ;
- l'acquisition de logements et d'immeubles destinés à l'habitation ainsi que, le cas échéant, les travaux d'amélioration correspondants ;
- l'acquisition de locaux ou d'immeubles non affectés à l'habitation et leur transformation ou aménagement en logements ;
- les travaux de transformation ou d'aménagement en logements de locaux ou d'immeubles non affectés à cet usage ;
- la réalisation de dépendances et d'annexes aux logements intermédiaires (garages et jardins notamment).

## La situation des opérations
Le territoire est divisé en zone A, B et C telles que définies par l'arrêté du 30 septembre 2014 conçu pour l'amortissement Robien et utilisé par l'ANAH:
- La zone A comprend l'agglomération parisienne, Côte d'azur, le Genevois français et, depuis le 1er janvier 2015, les agglomérations de Lyon, Lille, Marseille et Montpellier.
- La zone B comprend les agglomérations de plus de 50 000 habitants et agglomérations chères situées aux franges de l'agglomération parisienne et en zones littorales ou frontalières.
- La zone C correspond au reste du territoire.

Les opérations PLI peuvent être réalisées librement dans les zones A et B. L'intervention dans la zone C suppose l'accord de la Direction Départementale de l'Equipement

## Les caractéristiques du prêt
- Taux indexé sur celui du livret A
- Durée de 9 à 30 ans (differé d'amortissement pendant 2 ans)
- Peut servir à financer jusqu'à 100 % du projet
- Remboursement constant trimestriel, semestriel ou annuel
- Autres financements possibles (subvention de l'État pour surcharge foncière, subvention de la région notamment)

## Les conditions de la location
Engagement de location à usage d'habitation à titre de résidence principale pendant la durée du prêt.
Plafond de ressources (sans dérogation possible).
Plafonds de loyer